# 王凤飞
王凤飞（1903年10月—1933年），江西省南昌县人。曾用名王洪飞、王鸿飞、王凤非。中国共产党早期人物。

## 生平
王凤飞自幼随做乡村塾师的父亲读书识字。10岁到裱画店当学徒，两年后回家务农，后在农村摆小摊维生。1926年，参加方志敏领导的农民运动，同年加入中国共产党。1927年2月，出席江西省第一次农民代表大会。4月成立南昌郊区青云谱农民协会，被选为委员长。同时成立中共南昌近郊特别支部，任组织委员。5月初组织率领郊区农协会员在南昌城举行游行示威纪念五一劳动节。中国国民党清党后，1927年7月底，出席中共江西省委会议，积极发动近郊区农民从人力、物力上支持南昌起义。1927年1 1月至1929年11月，任中共江西省委委员、常务委员（1927年12月起），兼管南昌郊区党的工作。1928年2月至5月，任中共江西省委组织科负责人。
1928年5月至1929年10月，王凤飞任中共江西省委组织部部长。领导恢复南昌郊区党的组织，进行秘密的革命宣传和组织，准备发动农民暴动。1928年5月，作为江西党组织代表，同张世熙、曾文甫一起赴苏联莫斯科。6月至7月，出席中国共产党第六次全国代表大会，会议期间代号为15号。被选为大会主席团委员，并担任大会政治委员会、组织委员会、职工运动委员会、农民土地问题委员会、苏维埃委员会、青年妇女委员会、湖南委员会、南昌暴动问题委员会、广州暴动问题委员会委员。会上曾对党的政策及党务工作提出意见。在6月27日在大会讨论政治报告时发言，汇报了八七会议以后江西党的工作；同日还作了补充发言。7月8日，主持大会主席团第十四次会议，听取选举委员会对六届中央委员预选名单51人的介绍。当选为中共第六届候补中央委员。
中共六大结束后即回到江西，参与领导筹备并召开了中共江西省第二次代表大会，仍任中共江西省委委员、常务委员、组织部部长。先后深入九江、吉安等巡视指导党的工作，参与省委领导。加强农村革命根据地党组织建设。1928年11月，当选为中国共产党第六届中央委员会委员（至1931年1月）。1929年10月至11月，任中共江西省委农民运动委员会书记。1929年底，中共江西省委遭到严重破坏，王凤飞转至上海继续坚持革命斗争。
1930年7月至9月，王凤飞任上海吴淞区行动委员会书记，1930年9月至12月；1931年1月起，任中共闸北区委书记。1931年1月，出席在上海召开的中共六届四中全会，被递补为中央委员。在会上对共产国际代表米夫的表现不满，要求党中央召开紧急会议，遭到全会否决。会后参加罗章龙等分裂党的“非常委员会”，公开宣传反对四中全会，并组织闸北第二区委。为此，1931年1月下旬被解除中央委员职务，但仍为共产党员。1931年秋，王凤飞离开上海，前往鄂豫皖革命根据地。1933年，牺牲。中华人民共和国成立后，被江西省人民政府民政厅认定为革命烈士。